# Parsley, Sage, Rosemary and Thyme
Az 1966-os Parsley, Sage, Rosemary and Thyme Simon and Garfunkel harmadik nagylemeze. Az album címe megegyezik az első dal (Scarborough Fair/Canticle) második sorával. A Rolling Stone magazin Minden idők 500 legjobb albuma listáján a 201. helyre került. Szerepel az 1001 lemez, amit hallanod kell, mielőtt meghalsz című könyvben.

## Az album dalai
|     | Cím                                                                           | Szerző(k)                                             | Rögzítve            | Hossz |
| --- | ----------------------------------------------------------------------------- | ----------------------------------------------------- | ------------------- | ----- |
| 1.  | Scarborough Fair/Canticle                                                     | tradicionális; hangszerelte Paul Simon, Art Garfunkel | 1966. július 26.    | 3:10  |
| 2.  | Patterns                                                                      | Paul Simon                                            | 1966. június 8.     | 2:42  |
| 3.  | Cloudy                                                                        | Paul Simon, Bruce Woodley                             | 1966. június 10.    | 2:10  |
| 4.  | Homeward Bound                                                                | Paul Simon                                            | 1965. december 14.  | 2:30  |
| 5.  | The Big Bright Green Pleasure Machine                                         | Paul Simon                                            | 1966. június 15.    | 2:44  |
| 6.  | The 59th Street Bridge Song (Feelin' Groovy)                                  | Paul Simon                                            | 1966. augusztus 16. | 1:43  |
| 7.  | The Dangling Conversation                                                     | Paul Simon                                            | 1966. június 21.    | 2:37  |
| 8.  | Flowers Never Bend with the Rainfall                                          | Paul Simon                                            | 1965. december 22.  | 2:10  |
| 9.  | A Simple Desultory Philippic (or How I Was Robert McNamara'd into Submission) | Paul Simon                                            | 1966. június 13.    | 2:12  |
| 10. | For Emily, Whenever I May Find Her                                            | Paul Simon                                            | 1966. augusztus 22. | 2:04  |
| 11. | A Poem on the Underground Wall                                                | Paul Simon                                            | 1966. június 13.    | 1:52  |
| 12. | 7 O'Clock News/Silent Night                                                   | Josef Mohr, Franz Gruber                              | 1966. augusztus 22. | 2:01  |

| 13. | Patterns (Demo)                       | Paul Simon | 1966. június 7.  | 2:53 |
| 14. | A Poem on the Underground Wall (Demo) | Paul Simon | 1966. június 12. | 1:51 |

## Helyezések
| Év   | Lista           | Helyezés |
| ---- | --------------- | -------- |
| 1966 | UK Album Charts | 15       |
| 1966 | US Album Charts | 4        |

## Közreműködők
- Paul Simon – ének, gitár
- Art Garfunkel – ének, zongora
- Joe South – gitár
- Carol Kaye – basszusgitár a Scarborough Fair/Canticle és Homeward Bound dalokon
- Eugene Wright (basszusgitár) és Joe Morello (dob) a Dave Brubeck Quartet-ből a The 59th Street Bridge Song-on